# Concavocephalus
Genre
Concavocephalus est un genre d'araignées aranéomorphes de la famille des Linyphiidae.

## Distribution
Les espèces de ce genre sont endémiques de Russie.

## Liste des espèces
Selon World Spider Catalog (version 16.5, 05/08/2015) :
- Concavocephalus eskovi Marusik & Tanasevitch, 2003
- Concavocephalus rubens Eskov, 1989

## Publication originale
- Eskov, 1989 : New monotypic genera of the spider family Linyphiidae (Aranei) from Siberia: Communication 1. Zoologičeskij Žurnal, vol. 68, no 9, p. 68-78.